# Corrado Bianconi
Corrado Bianconi (Domodossola, 28 aprile 1994) è un cestista italiano.

## Carriera
È cresciuto nella Virtus Siena con cui ha partecipato a tutte le finali giovanili italiane, vincendo 2 scudetti Under-15 (2009) e 
under-17 nel 2011 entra stabilmente nel gruppo della prima squadra in Divisione Nazionale A e in Divisione Nazionale B.
Da senior è stato ingaggiato dalla Virtus Pallacanestro Bologna per la stagione 2013-14, per essere girato in prestito all'Andrea Costa Imola Basket. Nell'estate 2014 ha firmato un contratto triennale con l'Orlandina Basket. Nel 2015-2016 passa al Basket Barcellona. nel 2016/17 al Rosmini Domodossola in serie B, nel 2017/18 alla Robus et Fides di Varese
Con la nazionale partecipa agli Europei under 16 a Bar in Montenegro nel 2010 e con  l'under 18 nel 2012 a Vilnius in Lituania.

## Statistiche

### Presenze e punti nei club
Dati aggiornati al 30 giugno 2017
| Stagione        | Squadra                   | Competizione | Partite | Partite | Partite | Statistiche tiro | Statistiche tiro | Statistiche tiro | Altre statistiche | Altre statistiche | Altre statistiche | Altre statistiche | Altre statistiche |
| Stagione        | Squadra                   | Competizione | Pres.   | Titol.  | Minuti  | Tiri da 2        | Tiri da 3        | Liberi           | Rimb.             | Assist            | Rubate            | Stopp.            | Punti             |
| --------------- | ------------------------- | ------------ | ------- | ------- | ------- | ---------------- | ---------------- | ---------------- | ----------------- | ----------------- | ----------------- | ----------------- | ----------------- |
| 2011-2012       | Consum.it Siena           | DNA          | 2       | 0       | 2       | 1/1              |                  |                  |                   | 1                 |                   |                   | 2                 |
| 2012-2013       | Consum.it Siena           | DNB          | 24      | 0       | 479     | 46/111           | 12/52            | 37/58            | 104               | 7                 | 24                | 7                 | 165               |
| '13-feb. '14    | Granarolo Bologna         | Serie A      | 0       | 0       | 0       | 0                | 0                | 0                | 0                 | 0                 | 0                 | 0                 | 0                 |
| feb. '14-'14    | Aget Imola                | DNA/G        | 8       | 0       | 204     | 13/36            | 12/31            | 8/14             | 23                | 2                 | 9                 | 9                 | 70                |
| 2014-2015       | Upea Capo d'Orlando       | Serie A      | 7       | 0       | 14      | 0/2              | 0/3              | 1/2              | 2                 | 1                 | 2                 | 0                 | 1                 |
| 2015-2016       | Briosa Barcellona         | serie A2     | 30      | 0       | 476     | 35/68            | 16/68            | 15/22            | 76                | 8                 | 7                 | 6                 | 133               |
| 2016-2017       | VINAVIL CIPIR DOMODOSSOLA | serieB       | 28      | 0       | 849     | 77/181           | 51/161           | 77/116           | 134               | 24                | 28                | 10                | 384               |
| Totale carriera |                           |              |         |         |         |                  |                  |                  |                   |                   |                   |                   |                   |